# Castillo de Alcalá de Guadaíra
Castillo de Alcalá de Guadaíra är ett slott i Spanien.   Det ligger i provinsen Provincia de Sevilla och regionen Andalusien, i den sydvästra delen av landet, 400 km sydväst om huvudstaden Madrid. Castillo de Alcalá de Guadaíra ligger 55 meter över havet.
Terrängen runt Castillo de Alcalá de Guadaíra är platt, och sluttar västerut. Runt Castillo de Alcalá de Guadaíra är det ganska tätbefolkat, med 129 invånare per kvadratkilometer. Närmaste större samhälle är Sevilla, 11,7 km nordväst om Castillo de Alcalá de Guadaíra. Trakten runt Castillo de Alcalá de Guadaíra består till största delen av jordbruksmark.